# Бойчук Станіслав Юрійович
Станіслав Юрійович Бойчук — молодший сержант Збройних сил України, кавалер ордену «За мужність» II і III ступеня.

## Життєпис
Народився 1990 року.
Служив командиром розвідувального відділення 30 ОМБр.
Загинув на Бахмутському напрямку
Похорон відбувся 1 березня 2025 на кладовищі у с. Іванівка.